# Municipio de Elevation
Elevation Township es un municipio del condado de Johnston, Carolina del Norte, Estados Unidos. Según el censo de 2020, tiene una población de 8601 habitantes.
Es una subdivisión exclusivamente geográfica, por cuanto el estado de Carolina del Norte no utiliza la herramienta de los townships como municipios. El mantenimiento de los datos es realizado por la Oficina del Censo en cooperación con los Gobiernos del estado y de los condados a los efectos exclusivamente estadísticos.
Es incorrecto en este caso, por lo tanto, traducir township como municipio.

## Geografía
La subdivisión está ubicada en las coordenadas 35°27′50″N 78°31′10″O / 35.46389, -78.51944 (35.464026, -78.519496).